# Sommer-Paralympics 2024/Teilnehmer (Uruguay)
| stlisierte Goldmedaille | stlisierte Silbermedaille | stlisierte Bronzemedaille |
| ----------------------- | ------------------------- | ------------------------- |
| —                       | —                         | —                         |

Uruguay entsandte einen Athleten und eine Athletin zu den Paralympischen Sommerspielen 2024 in Paris. Als Fahnenträger bei der Eröffnungsfeier wurden Henry Borges und Hanna Arias ausgewählt.

## Teilnehmer nach Sportart

### Schwimmen
| Athleten    | Klassifizierung | Wettbewerb(e)            | Zeit/Weite  | Rang |
| ----------- | --------------- | ------------------------ | ----------- | ---- |
| Frauen      |                 |                          |             |      |
| Hanna Arias | S9              | 100 m Freistil – Vorlauf | 1:19,11 min | 15   |
| Hanna Arias | S9              | 100 m Brust – Vorlauf    | 1:28,32 min | 11   |

### Judo
| Athleten     | Klassifizierung | Wettbewerb(e)                   | Rang          |
| ------------ | --------------- | ------------------------------- | ------------- |
| Männer       |                 |                                 |               |
| Henry Borges | J1              | Klasse bis 60 kg – Achtelfinale | ausgeschieden |